# Theater (sång)
"Theater" hette Västtysklands låt i Eurovision Song Contest 1980, och sjöngs på tyska av Katja Ebstein. Det var Katja Ebsteins tredje deltagande i tävlingen, då hon tävlat för Västtyskland 1970 och 1971, med "Wunder gibt es immer wieder" respektive "Diese Welt", vilka båda slutat trea.
Låten startade som nummer 12 ut den kvällen (efter Norges Sverre Kjelsberg & Mattis Hætta med "Sámiid ædnan" och före Storbritanniens Prima Donna med "Love Enough For Two"). Vid slutet av omröstningen hade låten fått 128 poäng, och slutade på andra plats av 19.
Låten skrevs av Ralph Siegel-Bernd Meinunger, och handlar om clowner som får maskera sina känslor när de går upp på scenen, en situation som även råder för andra former av artister. Ralph Siegel medverkade också på scen, och spelade piano. Katja Ebstein spelade också in låten på engelska (som "It's Showtime"), franska ("Théâtre") och italienska ("Teatro").

### Fotnoter
1. ↑  ”Listplacering”. http://austriancharts.at/showitem.asp?interpret=Katja+Ebstein&titel=Theater&cat=s. Läst 12 maj 2011.